# Duinrietroest
De duinrietroest (Puccinia pygmaea) is een schimmel behorend tot de familie Pucciniaceae. Het is een endoparasiet van berberissen (Berberis) en grassen uit Aveneae en Poeae. Symptomen van aantasting door de soort zijn onder meer roestvlekken en puisten op de bladoppervlakken van waardplanten. De soort heeft een ontwikkelingscyclus met Aecia, Spermogonia, Telia en Uredia en ondergaat een waardplantwisseling.

## Kenmerken

### Uiterlijke kenmerken
Puccinia pygmaea is alleen met het blote oog te herkennen aan de sporenafzettingen die op het oppervlak van de gastheer uitsteken. Ze groeien in groepen die verschijnen als geelachtige tot bruine vlekken en puisten op bladoppervlakken.

### Microscopische kenmerken
Zoals bij alle Puccinia-soorten groeit het mycelium van Puccinia pygmaea intercellulair en vormt het zuigfilamenten die uitgroeien tot het opslagweefsel van de gastheer. Aecia groeien lokaal op berberis, hun hyaliene Aeciosporen zijn gerimpeld en 19-24 × 16-20 µm groot. De licht kaneelbruine uredinia van de schimmel groeien op de bovenste bladoppervlakken van de waardplant. De eveneens kaneelbruine tot geelachtige uredosporen zijn breed ellipsvormig tot eivormig, fijn stekelig en meten 26-32 × 21-24 µm. De knopvormige parafysen steken niet boven de sporen uit. De telia komen voor aan de onderkant van het blad. De meeste zijn zwartachtig, bedekt en compact. De teliosporen zijn tweecellig, meestal lang eivormig tot langwerpig en 36–48 × 17–22 µm groot. De top van de teleutospore heeft een verdikte wand. Hun steel is geelachtig en tot 15 µm lang.

## Foto's

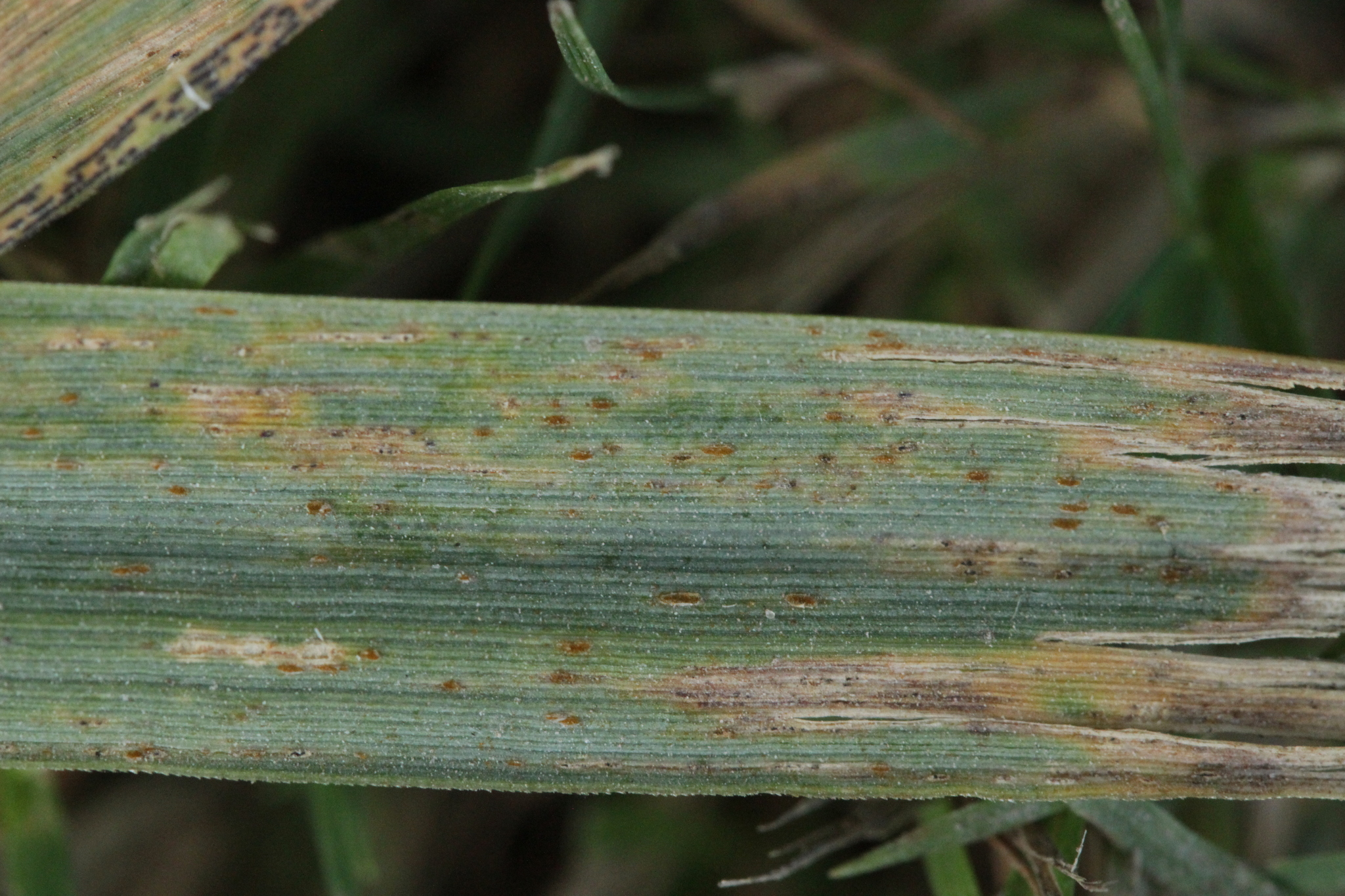
Uredinia op duinriet
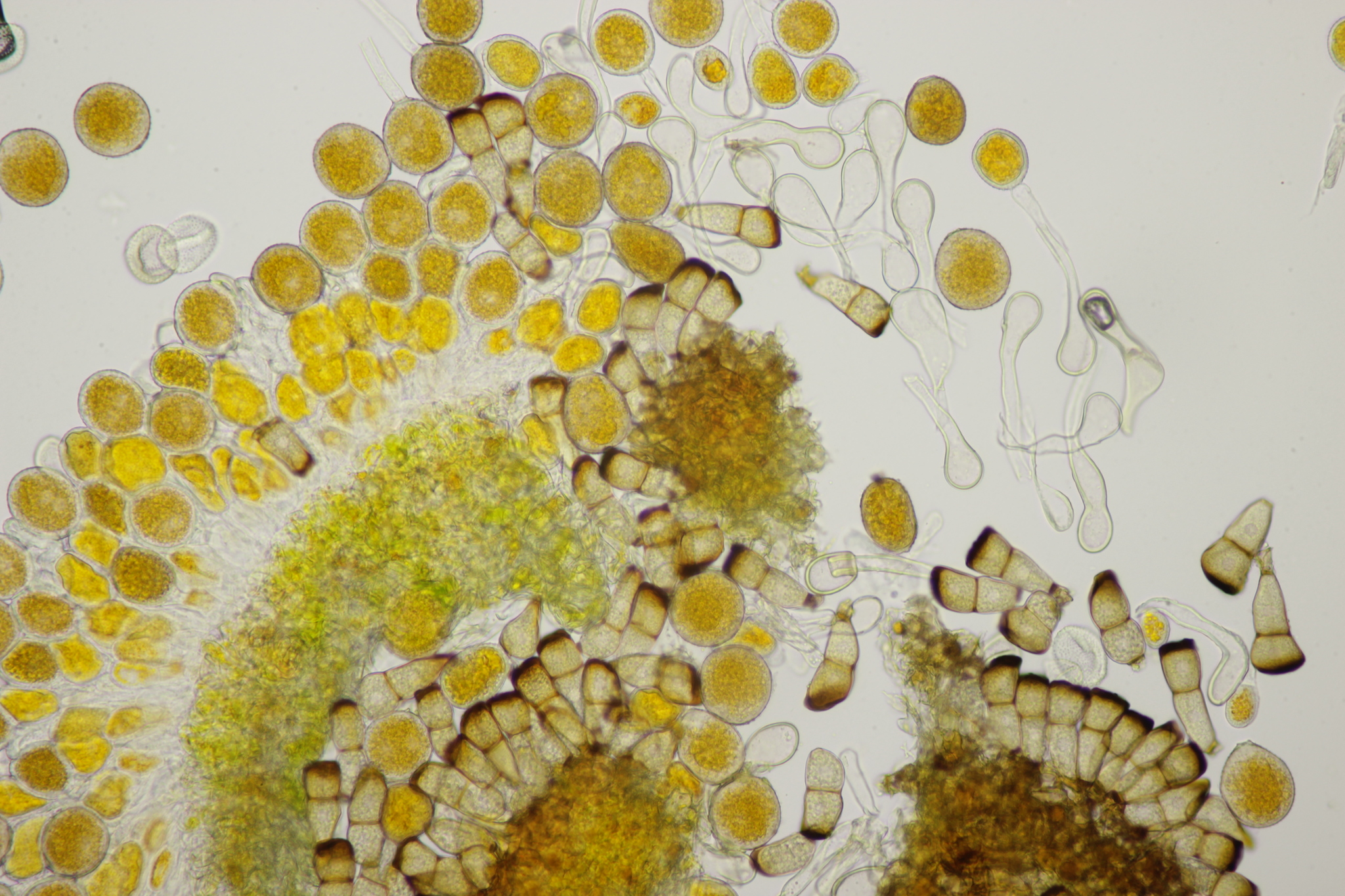
Uredinium en telia op duinriet
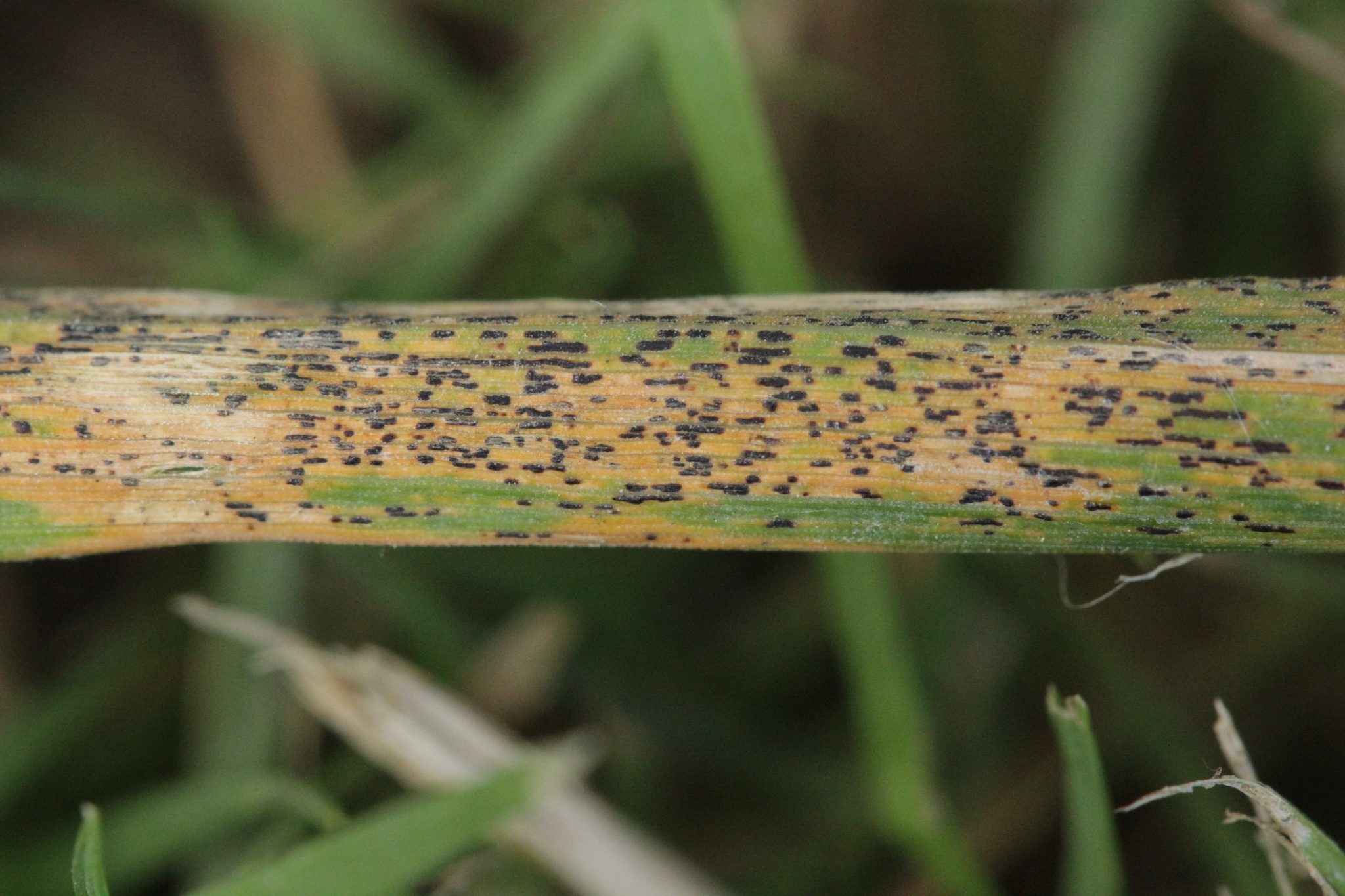
Telia op duinriet
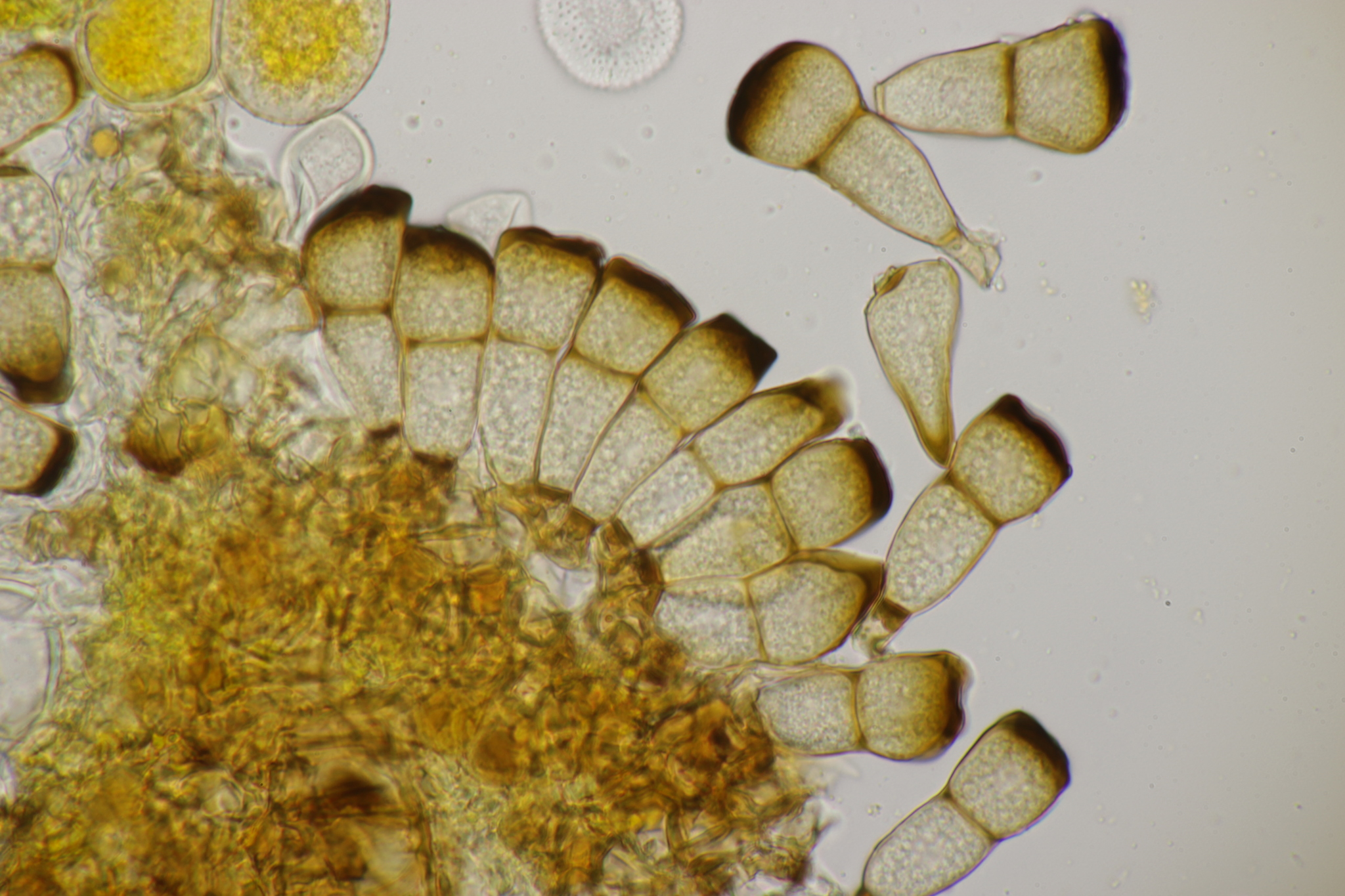
Telium op duinriet

## Ecologie
De waardplanten van Puccinia pygmaea zijn berberis (Berberis), struisgras (Agrostis), helmgras (Ammophila), struisriet (Calamagrostis), zwenkgras (Festuca) en Deschampsia glossii. De schimmel voedt zich met de voedingsstoffen die aanwezig zijn in het opslagweefsel van de plant. Zijn sporenopslag breekt later door het bladoppervlak en laat sporen vrij.

## Verspreiding
Het verspreidingsgebied van Puccinia pygmaea beslaat de hele wereld. De soort komt voor in bergachtige en gematigde streken. In Nederland komt de duinrietroest uiterst zeldzaam voor.